# MC Davo
David Sierra Treviño, mer känd under sitt artistnamn MC Davo, född 30 juni 1991 i Monterrey i Nuevo León är en mexikansk sångare, rappare och kompositör som varit under skivkontrakt med Warner Music Group sedan 2014. Hans väg till framgång var till stor del via sociala medier där han lade ut klipp där han sjöng och rappade. MC Davo samarbetar ofta med C-Kan och de har släppt många låtar tillsammans, bland annat låten Vuelve som är en av de mest hyllade låtarna från båda artisterna. De släpper även en serie låtar med jämna mellanrum med titlarna "Round 1", "Round 2" och så vidare. I november 2020 släpptes "Round 6".

## Diskografi

### Studioalbum
- 2008 – Haciendo lo imposible
- 2009 – Lo dejo a tu criterio
- 2012 – Psicosis.[2]
- 2014 – Psicosis II[3]
- 2015 – El Dominio[4]
- 2016 – El Dominio (Deluxe)[5]
- 2017 – Las Dos Caras
- 2020 – Canciones mamalonas